# Willie Hutch
Willie Hutch, geboren als Willie McKinley Hutchinson (Los Angeles, 6 december 1944 – Dallas, 19 september 2005), was een Amerikaanse singer-songwriter, gitarist en producent.

## Carrière
Hutch werd geboren in Los Angeles en groeide op in Dallas, waar hij zijn muzikale carrière begon als zanger bij de band The Ambassadors. Na de highschool bracht hij in 1964 zijn debuutsingle Love Has Put Me Down uit. In 1969 verscheen het debuutalbum Soul Portrait bij RCA Records en in 1970 volgde het album Season for Love bij hetzelfde label.
Hutch was ook songwriter voor Motown Records uit Detroit. Hij schreef onder andere songs voor The Jackson 5, Diana Ross, Marvin Gaye, Smokey Robinson, Junior Walker, The Four Tops en Aretha Franklin. Het eerste grote succes was I'll Be There (1970) voor The Jackson 5. Verdere bekende songs waren Got to Be There en Never Can Say Goodbye. In 1973 kreeg Hutch van Motown Records een contract als vertolker. Hij stuurde de filmmuziek bij voor The Mack (1973) en Foxy Brown (1974).
Willie Hutch bracht tot 1977 in totaal acht albums uit bij Motown Records. Tijdens deze periode plaatsten zich twaalf songs in de Billboard r&b-hitlijst, waaronder de meest succesvolle Brother's Gonna Work It Out en Slick (beide 1973, #18) en Love Power (1976, #8). Tot 2002 verschenen zes verdere albums bij verschillende labels, maar het commerciële succes verminderde echter.

## Overlijden
Willie Hutch overleed op 19 september 2005 op 60-jarige leeftijd in zijn woning. Hij werd bijgezet op het Restland Memorial Park in Dallas.

## Discografie

### Singles
- 1964: Love Has Put Me Down
- 1965: The Duck
- 1966: I Cant Get Enough
- 1967: How Come Baby, You Don't Love Me
- 1968: Use What You Got
- 1969: Do What You Wanna Do
- 1969: When a Boy Falls in Love
- 1970: The Magic of Love
- 1973:	Brothers Gonna Work It Out
- 1973:	Slick
- 1973:	Sunshine Lady
- 1974: Tell Me Why Our Love Has Turned Cold (niet uitgebracht)
- 1974:	If You Ain't Got No Money
- 1974:	Theme from Foxy Brown (titelsong van de film Foxy Brown)
- 1975:	Get Ready for the Get Down
- 1975:	Love Power
- 1975:	Party Down
- 1976:	Let Me Be the One, Baby
- 1976:	Shake It, Shake It
- 1977:	We Gonna Party Tonight
- 1977:	What You Gonna Do After the Party
- 1978:	All American Funkathon
- 1978:	Paradise
- 1978: Love Runs Out
- 1979: Everybody Needs Money
- 1982:	In and Out
- 1985:	Keep On Jammin'
- 1985: The Glow

### Studioalbums
- 1969: Soul Portrait (RCA Records)
- 1970: Season for Love (RCA Records)
- 1973:	The Mack (soundtrack van de gelijknamige film)
- 1973:	Fully Exposed
- 1974:	Foxy Brown (soundtrack van de gelijknamige film)
- 1974:	The Mark of the Beast
- 1975:	Ode to My Lady
- 1976:	Concert in Blues
- 1976:	Color Her Sunshine
- 1977:	Havin' a House Party
- 1978:	In Tune
- 1979: Midnight Dancer (Whitfield)
- 1985: Making a Game Out of Love (Motown Records)
- 1994: From the Heart (Atlantic Records)
- 1996: The Mack Is Back (Atlantic Records)
- 2002: Sexalicious (GG.it Records)

### Compilaties
- 1983: In and Out (Motown Records)
- 1998: The Very Best Of (Motown Records)
- 2003: Try It You'll Like It (Expansion)

- Bibsys: 7011324
- Biblioteca Nacional de España: XX1574249
- Bibliothèque nationale de France: cb13968149x (data)
- Gemeinsame Normdatei: 131467913
- International Standard Name Identifier: 0000 0001 1451 0632
- Library of Congress Control Number: n92002975
- MusicBrainz: 870b79e0-10b7-4e19-b11f-65607cffad9a
- Nationale Bibliotheek van Tsjechië: xx0169975
- Nationale Bibliotheek van Israël: 987007334815205171
- Nederlandse Thesaurus van Auteursnamen: 072165464
- SNAC: w63856d8
- Système universitaire de documentation: 090939131
- Virtual International Authority File: 87296241
- WorldCat: E39PBJfmmFB7G99YKPdhXQbPQq